# Rezistență la antibiotice
Rezistența la antibiotice este capacitatea naturală sau dobândită a unui microorganism de a rezista efectelor unuia sau mai multor antibiotice. Deși această noțiune este folosită și referitor la rezistența naturală -capacitatea intrinsecă a unor bacterii de a rezista la anumite antibiotice- de o mai mare importanță clinică și științifică este rezistența dobândită.
Rezistența la antibiotice poate să apară prin selecție naturală sau prin mutații (sub efectul factorilor de mediu mutageni sau prin erori necorectate în procesul de replicare a ADN). Odată apărută rezistența la antibiotice, gena codificând acest caracter se poate răspândi la alte celule prin transfer de plasmide. O bacterie poate purta simultan mai multe gene de rezistență la antibiotice, fiind numită în acest caz multirezistentă.
Rezistența la antibiotice poate fi indusă unui microorganism și pe cale artificală, prin tehnici de transformare (introducerea în celulă de material genetic străin și exprimarea caracterelor codificate). Această metodă este utilă în inginerie genetică și în biotehnologie pentru selectarea bacteriilor care poartă un anumit caracter adițional, transmis împreună cu gena de rezistență.

## Cauze
Apariția rezistenței la antibiotice este un fenomen evolutiv, cauzat de presiunea selectivă a factorilor de mediu. Antibioticele reprezintă un factor de selecție, iar bacteriile care suferă o mutație benefică (apariția rezistenței la antibiotic) vor supraviețui și -posibil- vor transmite aceste caractere descendenților. Utilizarea din ce în ce mai frecventă a antibioticelor în tratamentul infecțiilor a avut ca efect apariția unui număr tot mai mare de tulpini bacteriene rezistente la un număr tot mai mare de antibiotice.

## Mecanisme
Există mai multe mecanisme prin care acest fenomen se poate manifesta:
- Inactivarea sau distrugerea antibioticului - de exemplu inactivarea Penicilinei prin producerea unor enzime (beta-lactamaze) care rup o legătură beta-lactamică din molecula acesteia
- Modificarea țintei (locului de legare a antibioticului) asftel încât molecula antibioticului să nu mai poată reacționa cu componentele celulare - de exemplu ribozomi sau enzime implicate în sinteza peretelui bacterian
- Modificarea căilor metabolice la nivelul cărora acționează antibioticele - cazul unor bacterii rezistente la sulfamide, care în loc să sintetizeze acidul folic pornind de la acid para-aminobenzoic, folosesc acid folic preformat, ca celulele mamiferelor.
- Inhibarea pătrunderii antibioticului în celulă - de exemplu mecanismul de rezistență a E. coli la macrolide
- Eliminarea antibioticului (efluxul activ) - observat la unele specii de E. coli și S. aureus.

Rezultatul firesc al descoperirii acestui fenomen a fost continua căutare de antibiotice noi, capabile să inactiveze microorganismele rezistente la antibioticele din deja existente. Totuși s-a constatat că după un anumit timp de la introducerea unui nou antibiotic de semi-sinteză, sau a unei noi clase de antibiotice, este posibilă apariția tulpinilor bacteriene rezistente la acestea, tocmai datorită faptului că rezistența la antibiotice este un fenomen evolutiv. Printre exemplele continuei evoluții și adaptări ale bacteriilor patogene la noile antibiotice se numără tot mai frecventele cazuri de tuberculoză multirezistentă și de infecții cu Staphylococcus aureus rezistent la meticilină.